# 50m2
50m2 è una serie televisiva drammatica turca composta da 8 episodi, distribuita sulla piattaforma di streaming Netflix il 27 gennaio 2021, con protagonisti Engin Öztürk, Aybüke Pusat, Kürşat Alnıaçık e Cengiz Bozkurt.

## Trama
La serie racconta la storia di Gölge, che non conosce la sua vera identità e vive con identità false. Gölge, che è stato il sicario di Servet, che lo ha trattato come un padre per molti anni, si ritrova in una sartoria di 50 metri quadrati in un piccolo quartiere mentre scappa per salvarsi la vita dopo un improvviso tradimento. La gente del posto tratta bene Gölge perché pensa che sia il figlio del sarto recentemente scomparso. Questa nuova identità, che esiste attraverso le bugie, rivelerà i segreti sul passato di Gölge e su chi è veramente. Col tempo Gölge, abituatosi al quartiere, si trasformerà in una brava persona e inizierà a trovare le risposte alle domande che si pone, una per una.

## Episodi
| Stagione       | Episodi | Pubblicazione Turchia | Pubblicazione Italia |
| -------------- | ------- | --------------------- | -------------------- |
| Prima stagione | 8       | 2021                  | 2021                 |

## Personaggi e interpreti

### Personaggi principali
- Gölge / Adem, interpretato da Engin Öztürk, doppiato da Francesco Bulckaen.
- Dilara, interpretata da Aybüke Pusat, doppiata da Veronica Puccio.
- Servet, interpretato da Kürşat Alnıaçık, doppiato da Luca Biagini.
- Muhtar, interpretato da Cengiz Bozkurt, doppiato da Paolo Marchese.
- Mesut, interpretato da Tolga Tekin, doppiato da Stefano Santerini.
- Civan, interpretato da Özgür Emre Yıldırım, doppiato da Stefano Crescentini.
- Yakup, interpretato da Yiğit Kirazcı, doppiato da Alessandro Parise.
- Özlem, interpretata da Tuğçe Karabacak, doppiata da Sabrina Duranti.
- Turan, interpretato da Tuncay Beyazıt, doppiato da Ambrogio Colombo.

### Personaggi secondari
- Kerim, interpretato da Bartu Mutlu, doppiato da Adriano Venditti.
- Iman, interpretato da Murat Kılıç, doppiato da Alessandro Budroni.
- Mümtaz, interpretato da Gürkan Uygun, doppiato da Pasquale Anselmo.
- Melahat, interpretata da Nilüfer Gürkonak, doppiata da Daniela Debolini.
- Aslı, interpretato da Seda Türkmen, doppiata da Roberta Pellini, doppiata da Ludovica Bebi.
- Asit, interpretato da Kenan Dogan Ciniviz.
- Ismet, interpretato da Emrullah Cakay, doppiato da Niccolò Guidi.
- Hasan interpretato da Vural Ceylan, doppiato da Alberto Angrisano.
- Azrail, interpretato da Ali Seçkiner Alici, doppiato da Alessandro Rossi.
- Leke, interpretato da Hasan Yalnızoğlu.
- Aysel, interpretata da Cansu Dağdelen.
- Psicologa, interpretata da Gaye Gürsel.
- Padre di Gölge, interpretato da Erman Tınmaz.
- Hodja, interpretato da Murat Kılıç.

## Produzione
La serie è diretta da Selçuk Aydemir e Burak Aksak, il quale ha anche firmato la sceneggiatura e prodotta da BKM Film.

### Riprese
Le riprese sono state effettuate dal 15 gennaio 2020 e sono terminate alcuni mesi dopo a Istanbul, in particolare nei quartieri di Fatih e Beyoğlu.

## Riconoscimenti
- Pantene Golden Butterfly Awards
  - 2021: Candidatura come Miglior serie internet per 50m2